# Neue Jülicher Straße (Düren)

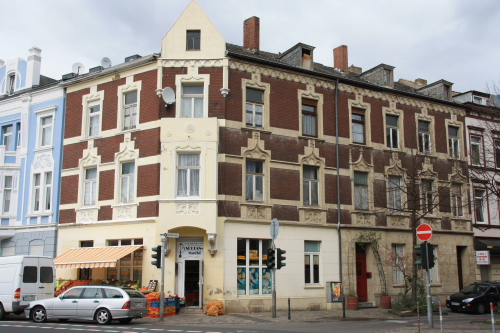
Eckhaus Neue Jülicher Straße / Karlstraße

Die Neue Jülicher Straße in der nordrhein-westfälischen Kreisstadt Düren ist eine Innerortsstraße.
Die Straße verbindet die Josef-Schregel-Straße mit der Veldener Straße im Stadtteil Düren-Nord.
An der Ecke Neue Jülicher Straße/Karlstraße steht ein denkmalgeschütztes Wohn- und Geschäftshaus, siehe Eckhaus Karlstraße/Neue Jülicher Straße. Im weiteren Verlauf stehen die Gebäude der RWE-Niederlassung Düren.

## Geschichte
Die Straße wurde 1838 aus einem Feldweg erbaut. Sie sollte Teil einer geplanten Straße von den Niederlanden über Jülich, Zülpich und Rheinbach nach Sinzig am Rhein werden. Der 1852 begonnene Bau der Prämienstraße nach Jülich wurde 1859 vollendet.